# Ben Felipe
Ben Felipe (* 1998 in München) ist ein deutscher Filmschauspieler und Sänger.

## Leben
Ben Felipe wurde 1998 in München geboren.
Seine erste Rolle erhielt er in dem Kurzfilm Jenny von Lea Becker, der im Januar 2017 Filmfestival Max Ophüls Preis seine Premiere hatte.
Im darauffolgenden Jahr war er in fünf Folgen der Fernsehserie Hit and Run in der Rolle von Ben zu sehen.
In der Fernsehserie Stichtag spielte er Yannick.
In der Dramaserie Kitz spielte er in sechs Folgen den „Bauernburschi“ Hans Gassner.
Eine größere Rolle erhielt Felipe in Constantin Hatz’ Filmdrama Gewalten, in dem er in der Rolle von Lukas zu sehen war.
In Der Pass war er 2022 in sechs Folgen zu sehen.

## Filmografie (Auswahl)

### Filme
- 2017: Jenny (Kurzfilm)
- 2018: Alpha-Junge: Apha-Boy (Kurzfilm)
- 2021: Gewalten
- 2024: Chantal im Märchenland
- 2024: Allein zwischen den Fronten

### Fernsehen
- 2018: Hit and Run (Web-/Fernsehserie, 5 Folgen)
- 2020: Stichtag (Web-/Fernsehserie, 9 Folgen)
- 2020. Die Chefin (Fernsehserie, 1 Folge)
- 2021: Kitz (Fernsehserie, 6 Folgen)
- 2021: Loving Her (Fernsehserie, 1 Folge)
- 2022: Der Pass (Fernsehserie, 6 Folgen)
- 2022: Watzmann ermittelt (Fernsehserie, 1 Folge)
- 2022: SOKO Stuttgart (Fernsehserie, 1 Folge)
- 2024: Maxton Hall – Die Welt zwischen uns (Fernsehserie)
- 2024: Der Palast – Staffel 2 (Fernsehserie)
- 2025: Nighties (Fernsehserie, alle Folgen der ersten Staffel)

## Diskografie

### Singles
- 2024: Tageslicht
- 2025: Zu zweit alleine
- 2025: Dropout
- 2025: Unendlichkeit